# Музей викингов Лофотр

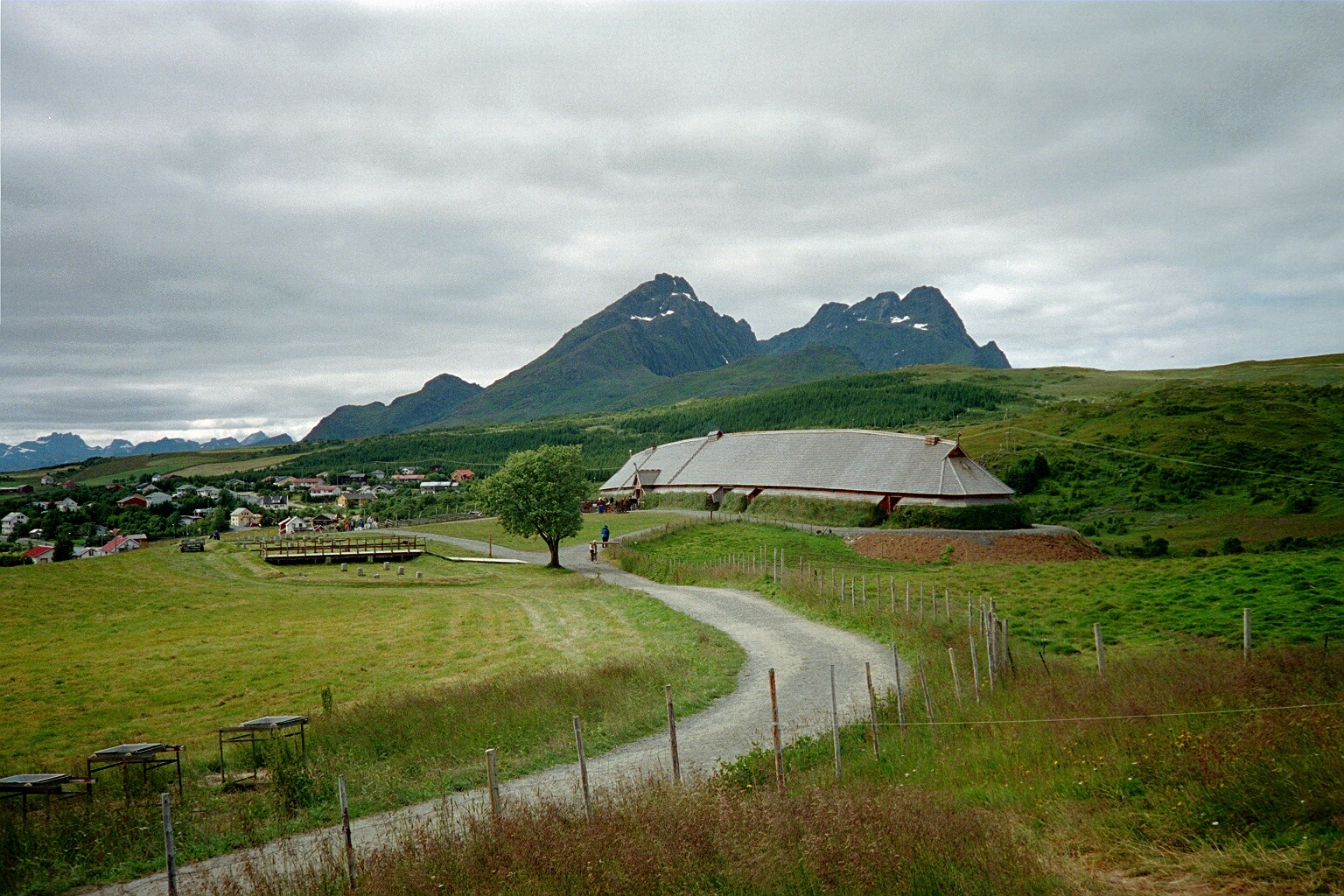
Вид на музей

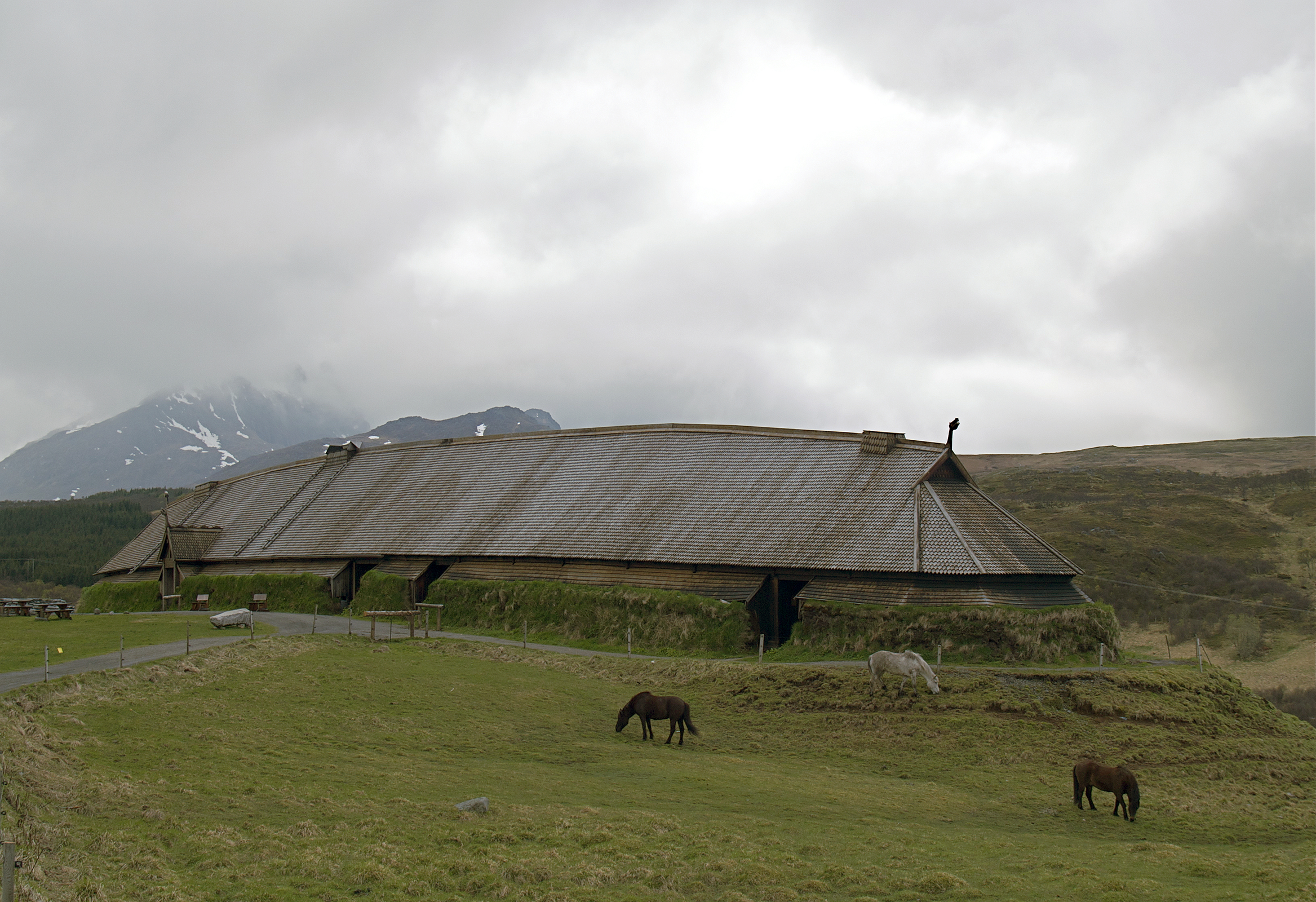
Реконструированный дом

Музей викингов Лофотр  (норв. Lofotr Viking Museum) — исторический музей, основанный на реконструкции и археологических раскопках деревни Викингов в Нур-Норге на архипелаге Лофотен в Норвегии. Музей расположен в деревушке Борг возле Бёстада в коммуне Вествогёй.
В музее находятся полная реконструкция 83-метрового дома вождя племени (самого длинного из когда-либо найденных в Норвегии), кузница, два корабля, большое количество инсценировок, специально предназначенных для привлечения туристов в селение времён Викингов.
В сентябре 2006 года было отложено запланированное расширение музея из-за археологической находки в 2000 году мест для приготовления пищи.